# Jüdische Gemeinde Myslkovice
Die jüdische Gemeinde in Myslkovice (deutsch Miskowitz), einer kleinen Gemeinde im Bezirk Okres Tábor in der südböhmischen Region Jihočeský kraj, existierte ab der Mitte des 17. Jahrhunderts bis 1921.

## Geschichte
Die erste jüdische Familie hat sich in Myslkovice vor 1650 angesiedelt, wie in einer Erwähnung von 1706 festgehalten wird; in diesem Jahr  lebten hier 3 Familien, 1723 dann 7 Familien, 1783 35 Familien. Die jüdische Gemeinde entstand offiziell  in der 2. Hälfte des 18. Jahrhunderts. Sie wuchs dann bedeutend mit dem Zuzug jüdischer Familien aus Galizien an der Wende des 18. und 19. Jahrhunderts: 1850 zählte die jüdische Bevölkerung bereits 65 Familien mit 474 Personen das heißt 55 Prozent der Gesamteinwohnerzahl. Nach 1867, als die Juden mit der übrigen Bevölkerung der Monarchie gleichberechtigt wurden, ging die Zahl jüdischer Einwohner zurück: 1890 waren es nur 71 Personen (11 Prozent), 1930 dann nur zwei Personen. 1939 waren es neun Personen, auf die sich die nationalsozialistischen Rassengesetze bezogen. Die jüdische Gemeinde wurde jedoch offiziell schon 1921 an die Jüdische Gemeinde Soběslav angegliedert, weil die (abnehmende) Anzahl der Gemeindemitglieder eine eigene Gemeinde nicht rechtfertigte.
Aus Myslkovice stammte der jüdische Kaufmann Salomon Markus Adler, Vater des österreichischen Politikers sowie Begründers der Sozialdemokratischen Arbeiterpartei Victor Adler.